# کفریاسین
کفریاسین (به عربی: كفرياسين) یک منطقهٔ مسکونی در لبنان است که در شهرستان کسروان واقع شده‌است.
 کفریاسین ۴٫۵۶ کیلومتر مربع مساحت دارد  ۱۰ متر بالاتر از سطح دریا واقع شده‌است.